# Bruno Ribeiro
Bruno Ribeiro (Pouso Alegre, 5 de julho de 1989) é um escritor, tradutor e roteirista brasileiro.
Ganhador de vários prêmios literários, escreve principalmente nos gêneros de terror e fantasia.

## Biografia
Bruno nasceu na cidade de Pouso Alegre, em Minas Gerais, em 1989. Ainda era bebê quando a família se mudou para São José dos Campos, em São Paulo devido ao trabalho de seu pai, que era gerente de desenvolvimento de produtos na Alpargatas, onde criava os modelos, formatos, tamanhos e design das Havaianas. Sua mãe é dona de casa e artesã, tendo trabalhado muitos anos fazendo bolsas, vestidos, tapetes e roupinhas de bonecas. As mudanças eram constantes na família, orbitando entre São José dos Campos, Campina Grande, na Paraíba e Pouso Alegre.
Consumidor de quadrinhos e livros desde criança, sofreu com racismo enquanto crescia, tendo sido o único aluno negro em vários colégios particulares onde estudou. Radicado em Campina Grande, Bruno é formado em publicidade e propaganda pelo Centro de Educação Superior Reinaldo Ramos, com mestrado em escrita criativa pela Universidade Nacional de Três de Fevereiro, na Argentina.
Editor da Enclave Editorial e roteirista na Vermelho Profundo Produções Audiovisuais, Bruno é autor de vários livros de ficção especulativa, principalmente de terror. Seu primeiro livro foi Arranhando Paredes, publicado em 2014, pela editora Bartlebee. Trabalha também ensinando escrita criativa, dando oficinas e como tradutor.

## Prêmios
Em 2015, ganhou o terceiro lugar no Prêmio Brasil em Prosa, do jornal O Globo, na Bienal do Rio de Janeiro, com o conto "A arte de Morrer ou Marta Díptero Braquícero". Foi um dos ganhadores do 1º Prêmio Machado DarkSide Books, em 2020, com o romance Porco de Raça. No mesmo ano, ganhou o 1º Prêmio Todavia de Não-ficção, com o projeto de um livro-reportagem sobre um feminicídio no agreste paraibano.

## Publicações

### Livros
- 2014 - Arranhando Paredes (Bartlebee)
- 2016 - Febre de Enxofre (Penalux)
- 2018 - Glitter (Moinhos)
- 2019 - Zumbis (Enclave)
- 2019 - Bartolomeu (Independente, 2019)
- 2020 - Como usar um pesadelo (Caos & Letras)
- 2021 - Porco de Raça (DarkSide Books)